# Гірські дощові ліси Західної Яви
Гірські дощові ліси Західної Яви (ідентифікатор WWF: IM0167) — індомалайський екорегіон тропічних та субтропічних вологих широколистяних лісів, розташований в горах Яви.

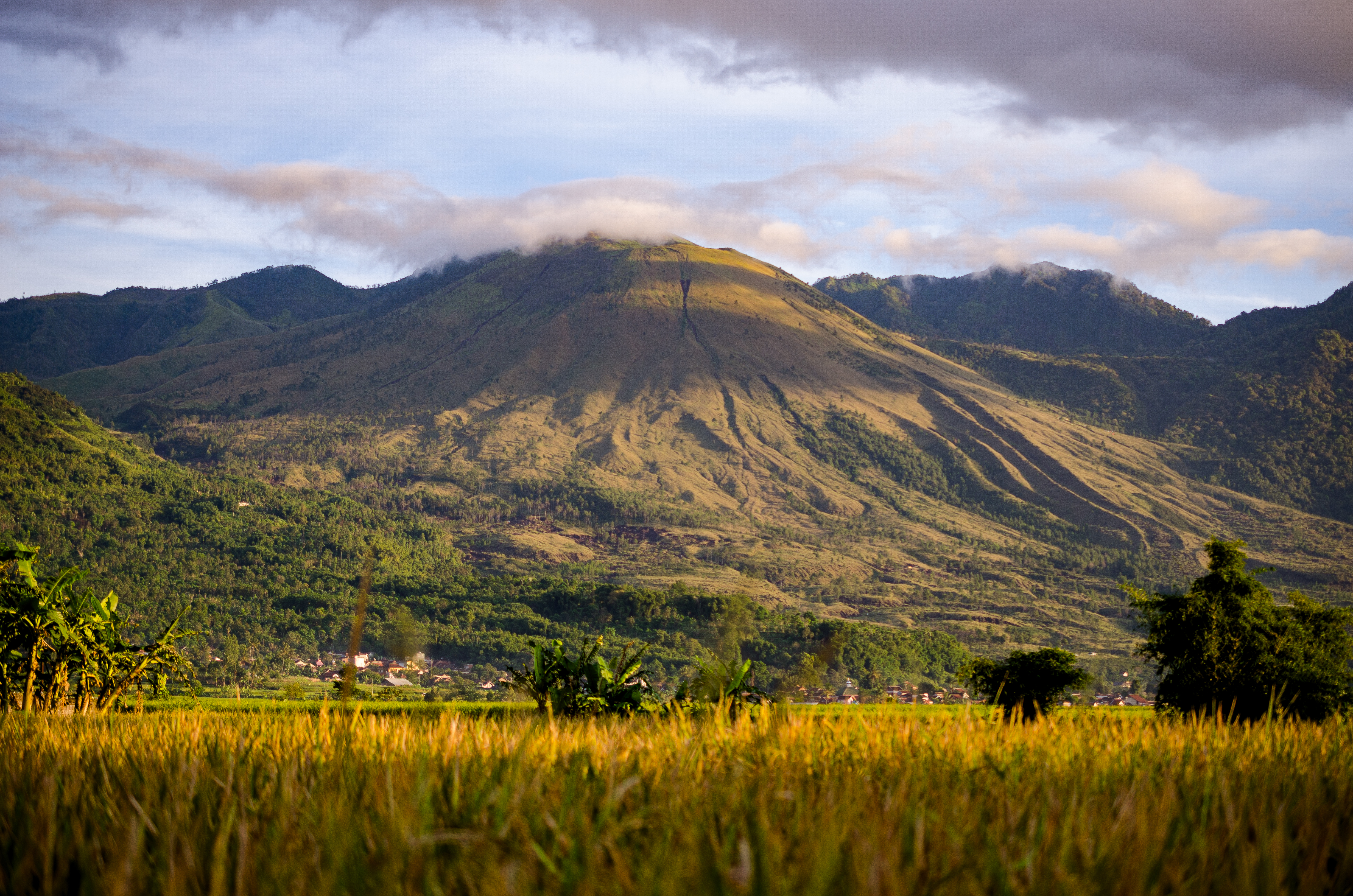
Гора Гунтур (острів)

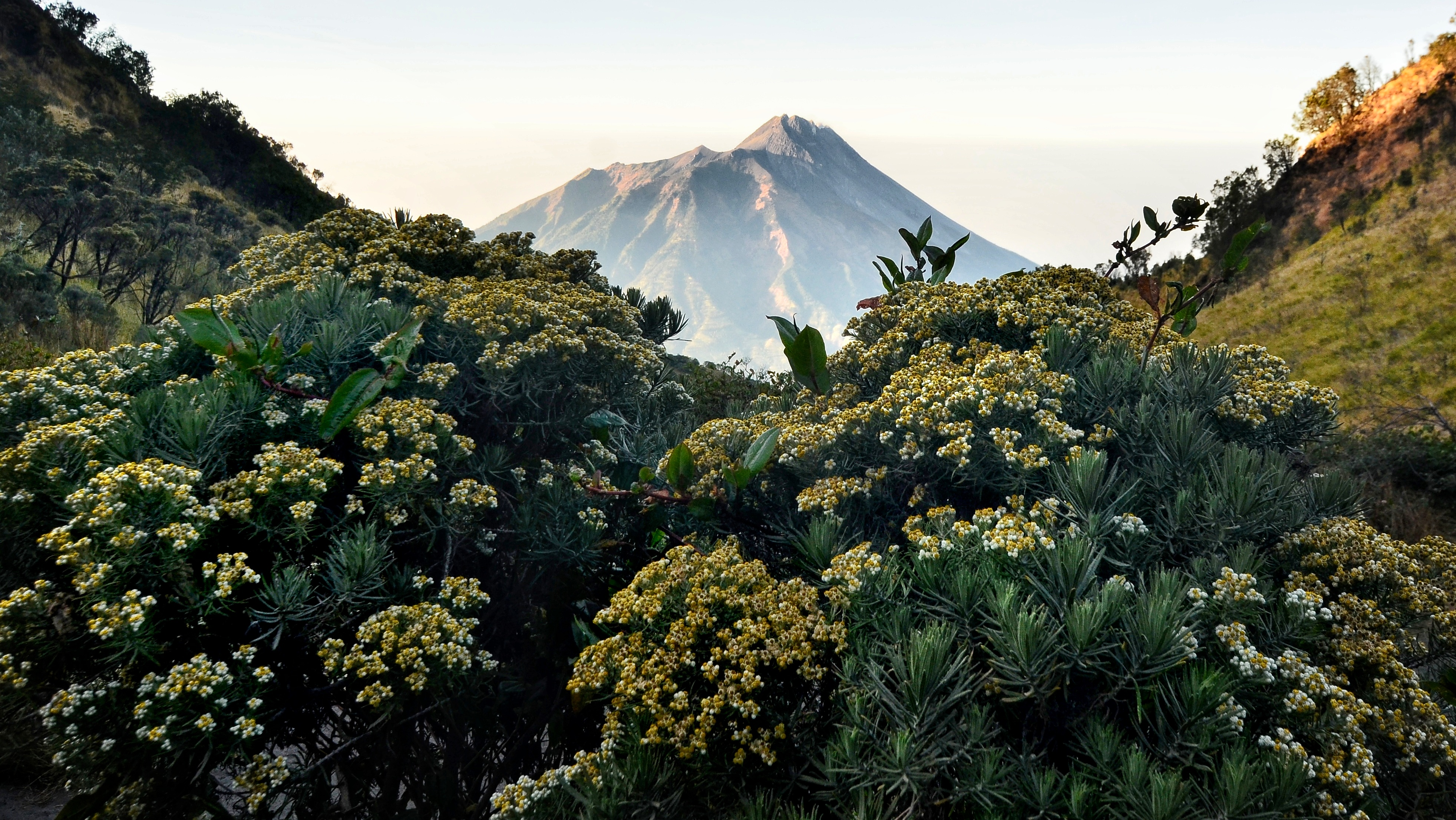
Яванські едельвейси на горі Мербабу

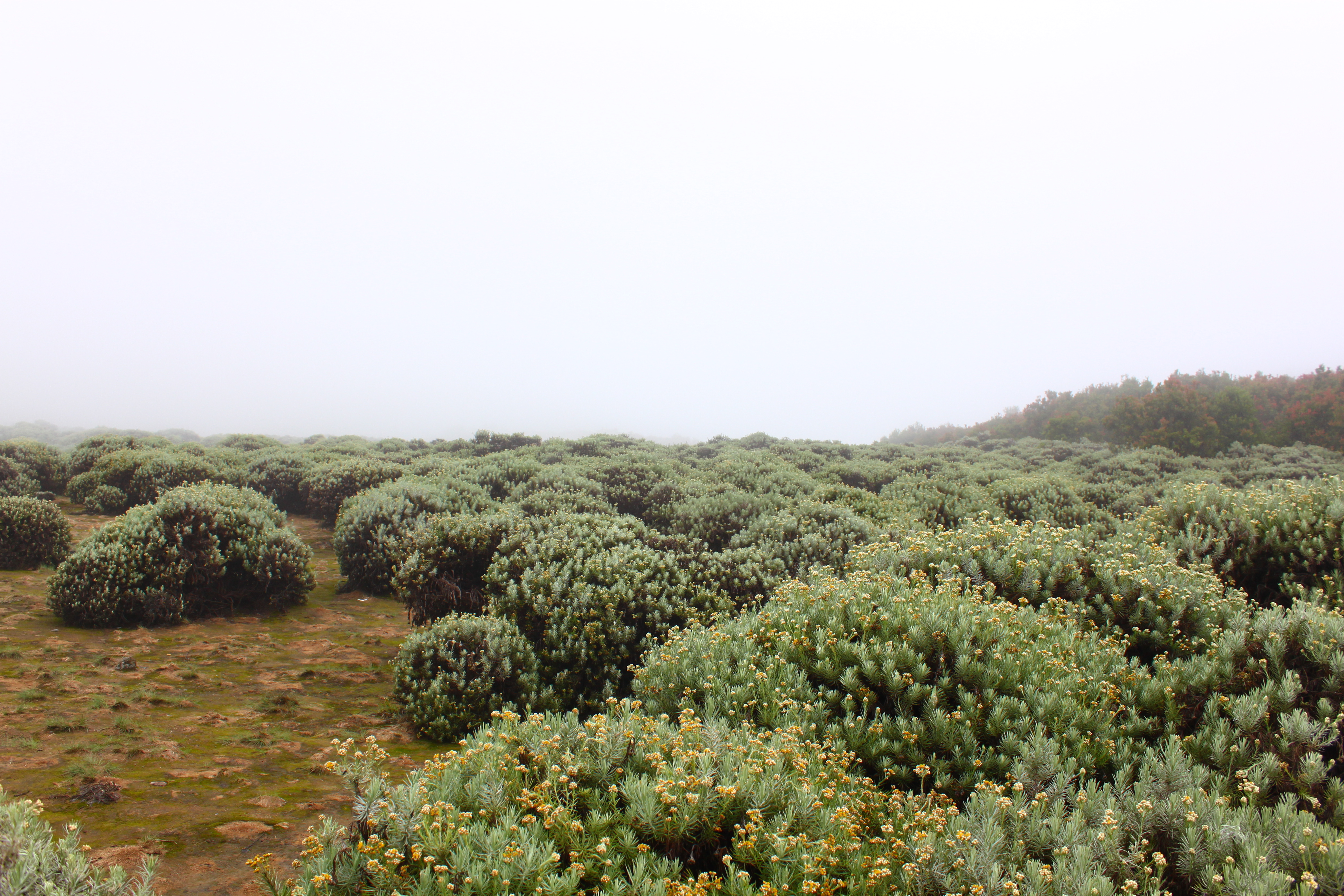
Яванські едельвейси на вершині гори Папандаян

## Географія
Екорегіон гірських дощових лісів Західної Яви простягається на 500 км із заходу на схід через західну та центральну частини індонезійського острова Ява в групі Великих Зондських островів. На заході екорегіону лежить гористе плато Парах'янган завширшки 30-80 км, назва якого з сунданської мови означає «обитель божеств», а на сході — плато Дієнг, або «місце, де живуть боги», — найвище плато острова, середня висота якого перевищує 2100 м над рівнем моря. В регіоні розташовані вулкани Салак, Пангранго, Гунтур, Галунггунг, Чареме, Сламет, Сіндоро, Сумбінг, Мербабу та Мерапі (із заходу на схід). Найвищою вершиною екорегіону є гора Сламет заввишки 3428 м. Гори регіону повністю оточені дощовими лісами Західної Яви, які поширені на висоті до 1000 м над рівнем моря.
Вулканічний острів Ява утворився понад 26 мільйонів років тому внаслідок субдукції Індо-Австралійської плити під Зондську плиту. З геологічної точки зору основу острова складають третинні та четвертинні вулканічні породи, алювіальні відклади та підняті коралові вапняки. Вулканічна активність на острові триває. Загалом на Яві є 112 вулканів, з яких 35 є діючими. Вулкан Мерапі, розташований на сході екорегіону, за 28 км на північ від Джок'якарти, є найбільшим активним вулканом Індонезії, який востаннє вивергався у 2023 році. Загалом вулкани Яви є одними з найактивніших у світі.

## Клімат
В межах екорегіону переважає екваторіальний клімат (Af за класифікацією кліматів Кеппена) або мусонний клімат (Am за класифікацією Кеппена), а на найвищих гірських вершинах — високогірний субтропічний клімат (Cfb за класифікацією Кеппена). Зі збільшенням висоти в горах середня температура падає. Середньорічна кількість опадів в горах екорегіону коливається переважно від 2100 до 4000 мм. Сезонність опадів зростає із заходу на схід. З жовтня по квітень на Яві триває сезон дощів, а з травня по вересень — сухий сезон.

## Флора
Основними лісовими угрупованнями екорегіону є вічнозелені дощові ліси, напіввічнозелені дощові ліси та гірські тропічні ліси, розподіл яких залежить від кількості опадів, ґрунтів та висоти над рівнем моря. 
Дощові ліси здебільшого поширені на нижчих висотах екорегіону і загалом подібні до дощових лісів, поширених у низинах. Тут переважають гнучкі хлібні дерева (Artocarpus elasticus) з родини Шовковицеві (Moraceae), жовті махагоні (Epicharis parasitica) і звичайні лангсати (Lansium domesticum) з родини Мелієві (Meliaceae) та міцні планшонії (Planchonia valida) з родини Лецитисові (Lecythidaceae). Вічнозелені дощові ліси поширені в районах, де сезонність опадів слабо виражена, а напіввічнозелені дощові ліси — у районах, де сухий сезон триває 2-4 місяці.
Приблизно на висоті 1200 м над рівнем моря перестають зустрічатися види, поширені на рівнинах і в передгір'ях та спостерігається флористичний перехід до гірських тропічних лісів. У низькогірських лісах регіону переважають дуби (Quercus spp.), літокарпуси (Lithocarpus spp.) та кастанопсиси (Castanopsis spp.) з родини букових (Fagaceae), а також різні дерева з родини лаврових (Lauraceae). Також тут добре представлені родини Магнолієві (Magnoliaceae), Чарівногоріхові (Hamamelidaceae) та Подокарпові (Podocarpaceae). У низькогірській зоні поширені деревоподібні папороті, а також зустрічаються поодинокі емерджентні дерева, зокрема високі расамали (Liquidambar excelsa) та деякі ногоплідники (Podocarpus spp.).
На висоті понад 1800 м над рівнем моря поширені високогірні хмарні ліси, які характеризуються велетенською кількістю мохів, що ростуть на будь-яких поверхнях. У високогірних лісах переважають невисокі черепичні дакрикарпуси (Dacrycarpus imbricatus) та чагарники з родини вересових (Ericaceae), зокрема різні види рододендронів (Rhododendron spp.), чорниць (Vaccinium spp.) та гаультерій (Gaultheria spp.). На найвищих вершинах екорегіону, на висоті понад 3000 м над рівнем моря, поширені невисокі одноярусні субальпійські чагарники рододендрону (Rhododendron spp.) та чорниці (Vaccinium spp.). У субальпійській зоні пишно цвітуть яванські едельвейси (Anaphalis javanica), а також різні види анемон (Anemone spp.), айстр (Aster spp.), барбарисів (Berberis spp.), підмаренників (Galium spp.), гаультерій (Gaultheria spp.), жимолості (Lonicera spp.), первоцвітів (Primula spp.), рододендронів (Rhododendron spp.), веронік (Veronica spp.) та фіялок (Viola spp.).
Загалом ліси Західної Яви вирізняються більшим біорізноманіттям, ніж ліси східної частини острова, хоча й меншим, ніж ліси Суматри або Калімантану. Тут зустрічається більш ніж 3800 видів рослин, зокрема понад половина видів яванських орхідей (Orchidaceae). Деякі види орхідей зустрічаються в центральній частині острова, однак на сході Яви ці рослини відсутні. Це головним чином пов'язано з тим, що на заході Яви переважають постійно вологі дощові ліси, а на сході острова — мусонні ліси, у яких домінують більш стійкі до посухи види. Подібне зменшення біорізноманіття із заходу на схід також спостерігається у фауні острова.

## Фауна
В горах Західної Яви мешкають близько 65 видів ссавців, зокрема дуже рідкісні яванські леопарди (Panthera pardus melas), гірські куони (Cuon alpinus), азійські мусанги (Paradoxurus hermaphroditus), смугасті лінзанги (Prionodon linsang), яванські мангусти (Urva javanica), яванські харзи (Martes flavigula robinsoni), індійські мунтжаки (Muntiacus muntjak), смугасті свині (Sus scrofa vittatus), чорні велетенські білки (Ratufa bicolor), чорносмугі білки (Callosciurus nigrovittatus), трисмугі земляні білки (Lariscus insignis), плямисті велетенські летяги (Petaurista elegans), яванські тупаї (Tupaia javanica) та зондські білозубки (Crocidura monticola). Серед поширених в лісах екорегіону мавп слід відзначити майже ендемічних сріблястих гібонів (Hylobates moloch), яванських лутунгів (Trachypithecus auratus), яванських сурілі (Presbytis comata) та яванських лорі (Nycticebus javanicus), а також широко поширених макак-крабоїдів (Macaca fascicularis). Яванські тигри (Panthera tigris sondaica), найбільші хижаки Яви, вважаються вимерлими, однак деякі свідчення вказують на те, що ці тварини могли зберегтися у віддалених районах острова.
Майже ендемічними представниками екорегіону, які також зустрічаються в низинах Яви або в горах на сході острова, є яванські оленьки (Tragulus javanicus), яванські харсуни (Melogale orientalis), яванські мустели (Mustela lutreolina), товстохвості білозубки (Crocidura brunnea) та яванські зондські щури (Sundamys maxi). Ендеміками екорегіону є гірські яванські тупаї (Tupaia hypochrysa), гедейські білозубки (Crocidura abscondita), східні білозубки (Crocidura orientalis), білозубки-привиди (Crocidura umbra), реліктові політухи (Hylopetes bartelsi), тонкохвості гірські пацюки (Niviventer lepturus), яванські колючі щури (Maxomys bartelsii), деревні щури Соді (Kadarsanomys sodyi), яванські карликові миші (Mus vulcani) та яванські товстопалі нетопирі (Glischropus javanus).
Орнітофауна екорегіону нараховує понад 230 видів птахів. Серед птахів, поширених у високогір'ях регіону, слід відзначити яванських горлиць (Macropygia ruficeps), клинохвостих вінаго (Treron sphenurus), гірських пінонів (Ducula badia), зондських зозуль (Cuculus lepidus), яванських яструбів (Accipiter virgatus), бурих сов (Strix leptogrammica), гірських вівчариків (Phylloscopus trivirgatus), малих тимелій-куцохвостів (Pnoepyga pusilla), сундайських очеретянок (Horornis vulcanius), темноголових баблерів (Pellorneum pyrrogenys), світлобрових турдинул (Napothera epilepidota), блакитних повзиків (Sitta azurea), короткохвостих шпаків-малюків (Aplonis minor), священних бео (Gracula religiosa), індонезійських квічалів (Zoothera andromedae), мінливоперих дроздів (Turdus poliocephalus), білокрилих мухоловок (Ficedula dumetoria), білобрових мухоловок (Ficedula hyperythra), сизих алікорто (Brachypteryx montana), бамбукових папужників (Erythrura hyperythra) та острівних щедриків (Chrysocorythus estherae), частина з яких представлена ендемічними підвидами.
Майже ендемічними представниками екорегіону є яванські куріпки (Arborophila javanica), індонезійські горлиці (Macropygia emiliana), яванські вінаго (Treron griseicauda), суматранські вінаго (Treron oxyurus), рожевоголові тілопо (Ptilinopus porphyreus), яванські пінони (Ducula lacernulata), скельні дрімлюги (Caprimulgus pulchellus), вулканійські салангани (Aerodramus vulcanorum), суматранські слукви (Scolopax saturata), яванські орли-чубані (Nisaetus bartelsi), яванські сплюшки (Otus angelinae), яванські альціони (Halcyon cyanoventris), вогнистолобі бородастики (Psilopogon armillaris), мінливобарвні бородастики (Psilopogon australis), жовтогорлі кориліси (Loriculus pusillus), вогнисті личинкоїди (Pericrocotus miniatus), чорнощокі шикачики (Coracina larvata), яванські шикачики (Coracina javensis), білоброві янчики (Pteruthius flaviscapis), рудолобі янчики (Pteruthius aenobarbus), острівні циси (Cissa thalassina), зеленокрилі оливники (Ixos virescens), золотоброві бюльбюлі (Pycnonotus bimaculatus), сірощокі бюльбюлі-бородані (Alophoixus bres), білочереві скриточуби (Phylloscopus grammiceps), жовточереві окулярці (Heleia javanica), яванські окулярники (Zosterops melanurus), чорносмугі тимелії-темнодзьоби (Cyanoderma melanothorax), білогруді тимелії-темнодзьоби (Stachyris grammiceps), біловолі тимелії-темнодзьоби (Stachyris thoracica), гірські нільтави (Cyornis banyumas), індигові мухоловки (Eumyias indigo), яванські вилохвістки (Rhipidura euryura), рудогузі вилохвістки (Rhipidura phoenicura), сірі вилохвістки (Enicurus velatus), яванські аренги (Myophonus glaucinus), білолобі підпаленики (Myiomela diana), темно-сірі квіткоїди (Dicaeum sanguinolentum), яванські сіпараї (Aethopyga eximia), білочереві сіпараї (Aethopyga mystacalis) та сіроволі павуколови (Arachnothera affinis).
Ендеміками високогір'їв Західної Яви є яванські трогони (Apalharpactes reinwardtii), буроголові бородастики (Psilopogon corvinus), червоногруді вивільги (Oriolus cruentus), яванські тезії (Tesia superciliaris), ополовники-крихітки (Aegithalos exilis), яванські альципи (Alcippe pyrrhoptera), яванські сибії (Laniellus albonotatus), рудолобі чагарниці (Garrulax rufifrons) та сині кохоа (Cochoa azurea).

## Збереження
Через стрімкий рельєф екорегіону гірські ліси Західної Яви не настільки сильно постраждали, як низинні ліси. Але оскільки попит на землю в низинах зростає, вирубка лісів у високогір'ях триває. Це призводить до втрати важливих екосистемних послуг, особливо водних, зокрема збільшує стік поверхневих вод та ерозію під час сильних мусонних дощів, а також порушує поповнення ґрунтових вод. Загалом приблизно п'ята частина лісів регіону є відносно незайманою. Основною загрозою для збереження природи регіону є подальша вирубка лісів та браконьєрство.
Оцінка 2017 року показала, що 1918 км², або 7 % екорегіону, є заповідними територіями. Природоохоронні території включають: Національний парк гори Чареме, Національний парк гір Халімун та Салак, Національний парк гір Геде та Пангранго, Національний парк гори Мербабу та Національний парк гори Мерапі.